# Reserva natural provincial intangible Bahía Laura
La Reserva Natural Provincial Intangible Bahía Laura fue creada por Decreto Provincial 1561 del año 1977. Esta reserva abarca toda la bahía del mismo nombre y fijando como límite el Faro Cabo Guardián por el norte y el Faro Campana, ubicado en Punta Mercedes, por el Sur. Aproximadamente comprende 18 kilómetros medidos por el camino costero.

## Ubicación y contexto
La reserva se encuentra a aproximadamente 80 kilómetros en línea recta de la ciudad de Puerto Deseado, pero a 150 kilómetros de camino de ripio.  El objetivo de la reserva es la preservación de especies y diversidad genética, y de forma específica pretende lograr la conservación de colonias de una gran diversidad de aves marinas. La reserva es administrada por la Dirección de Recursos Renovables Acuáticos dependiente de la Subsecretararía de Intereses Marítimos de la Provincia de Santa Cruz (Argentina).
Dentro de la reserva se incluyen los antiguos restos del poblado que existió desde principios a mediados del siglo XX. Este poblado vivió principalmente del embarque de lana producida por las estancias de la zona, ya que poseía un buen fondeadero a aproximadamente 800 metros al este de donde se encuentra el Faro Campana. En la amplia bahía se encuentra también el casco de la estancia Bahía Laura.
En ningún momento de sus más de 30 años de vida como Reserva Provincial ha contado con guardaparques o algún tipo de infraestructura que pudiera permitir una protección real de acuerdo a lo estipulado en el decreto de conformación de la misma.

## Morfología de la costa
La costa de la bahía es baja, con playas de arenas y canto rodados, conformando numerosos escalones constituidos por sucesivos cordones de playa de cantos rodados con mezclas de cascajos de conchilla de origen pleistocenico y holocénico. Mientras que los extremos se caracteriza por la presencia de afloramientos porfíricos de la formación Bahía Laura, tanto al norte como al sur de la bahía.

## Flora y fauna
La reserva puede ser dividida en dos sectores o zonas. Al norte en Cabo Guardián existe una colonia de pingüinos de Magallanes, mientras que en la isla Raza Chica hay otra colonia de pingüinos y otra de cormoranes imperiales, y en los islotes del Bagio se pueden observar ostreros negros, gaviotas cocineras y pingüinos de Magallanes.
Al sur, en la zona de Punta Mercedes se puede observar gran cantidad de aves marinas como patos vapor, patos crestones y chorlitos de rabadillas blancas. Aquí también conviven una colonia de cormoranes de cuello negro y otra de gaviotas cocineras. De vez en cuando se acercan hasta la bahía toninas overas. En general en la reserva también es posible observar otras especies de aves, como cormorán cuello negro, cormorán gris y biguá. También nidifican la skúa chileno, skúa antártico, ostrero negro y ostrero común. También existen bosques submareales de cachiyuyo (Macrocystis pyrifera).

## Galería de imágenes

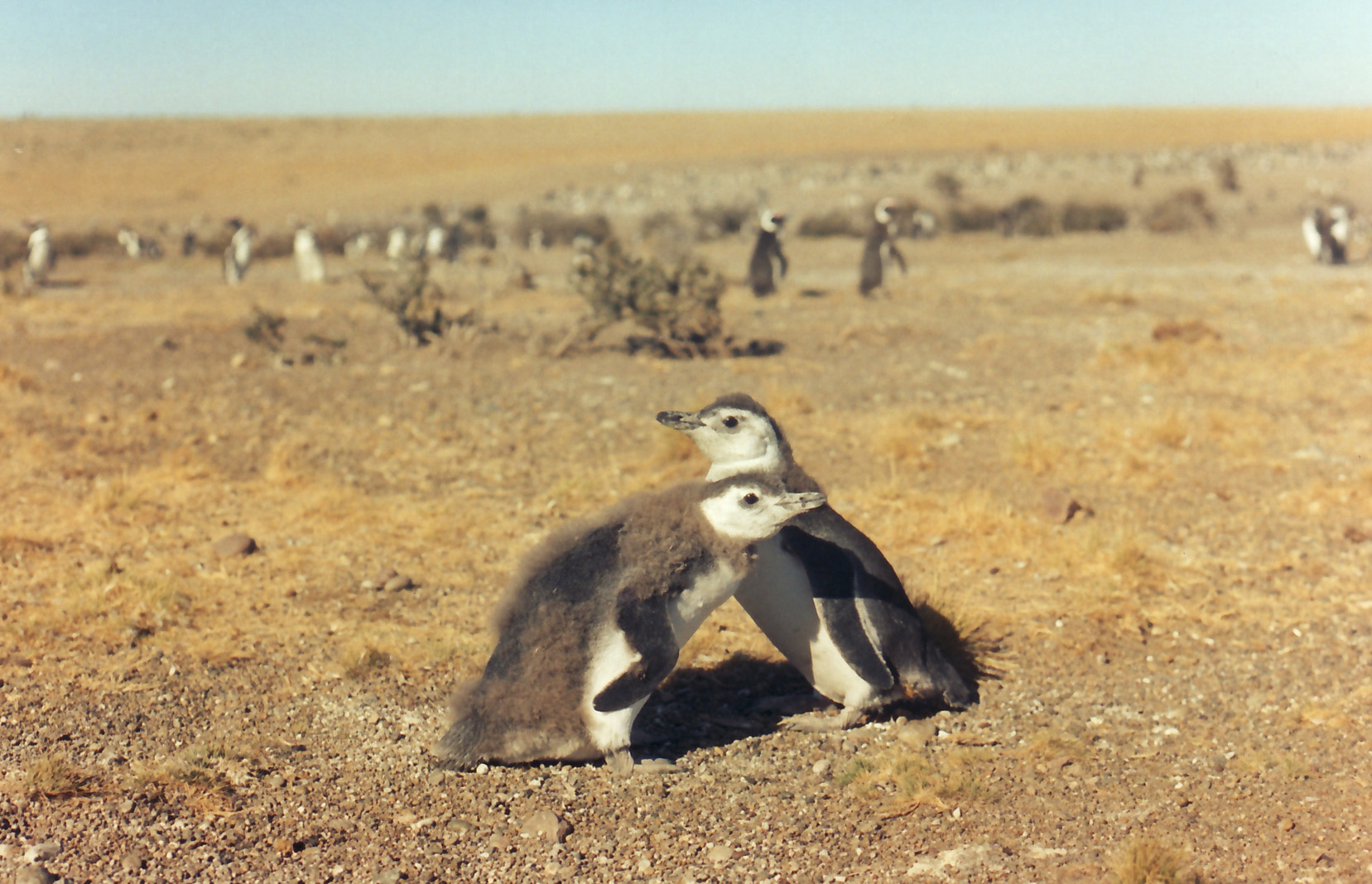
Vista de una pareja de pingüinos de Magallanes en Cabo Guardián (foto tomada en enero de 1999).
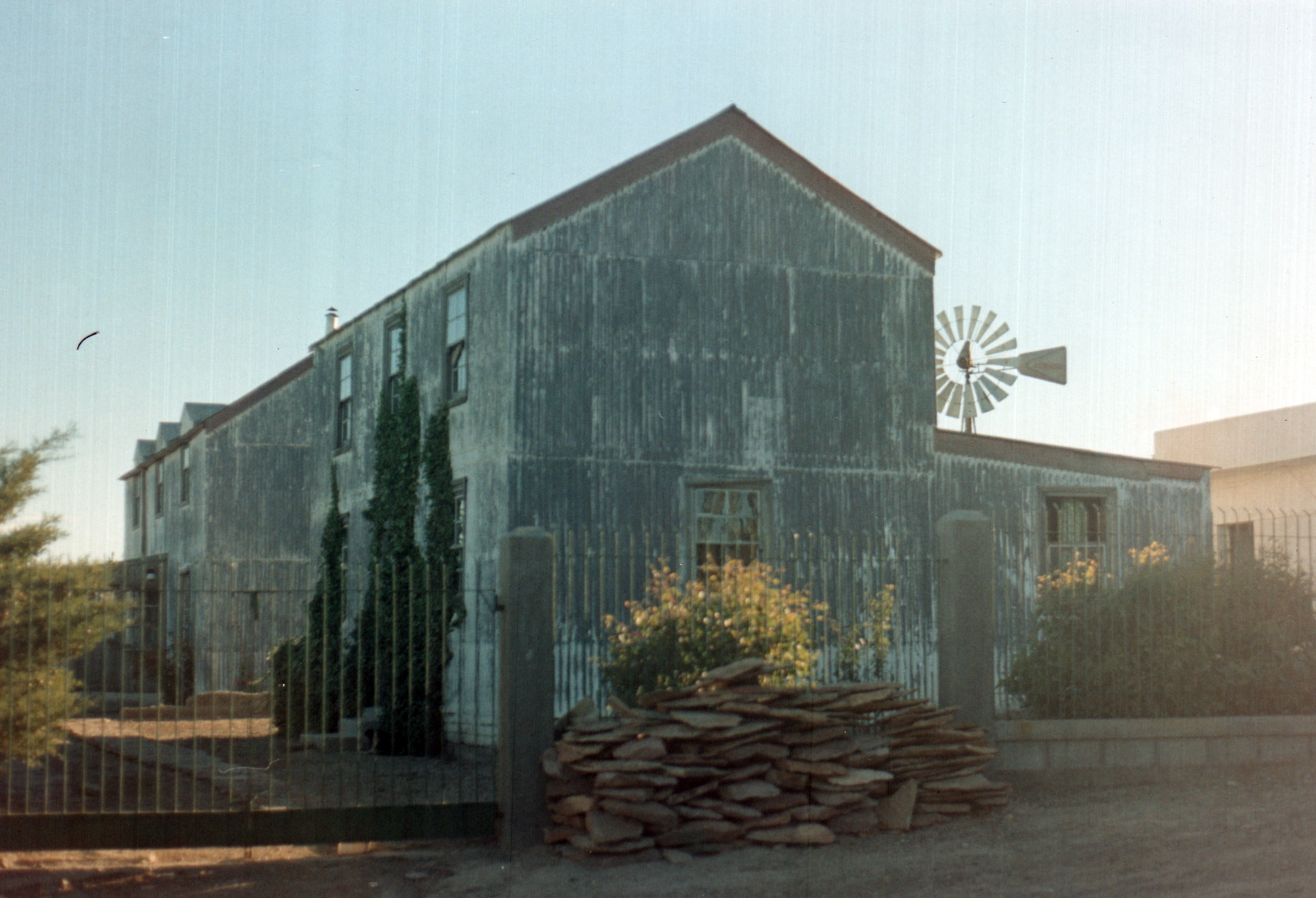
Vista del casco de la estancia Bahía Laura (foto tomada en enero de 1999).
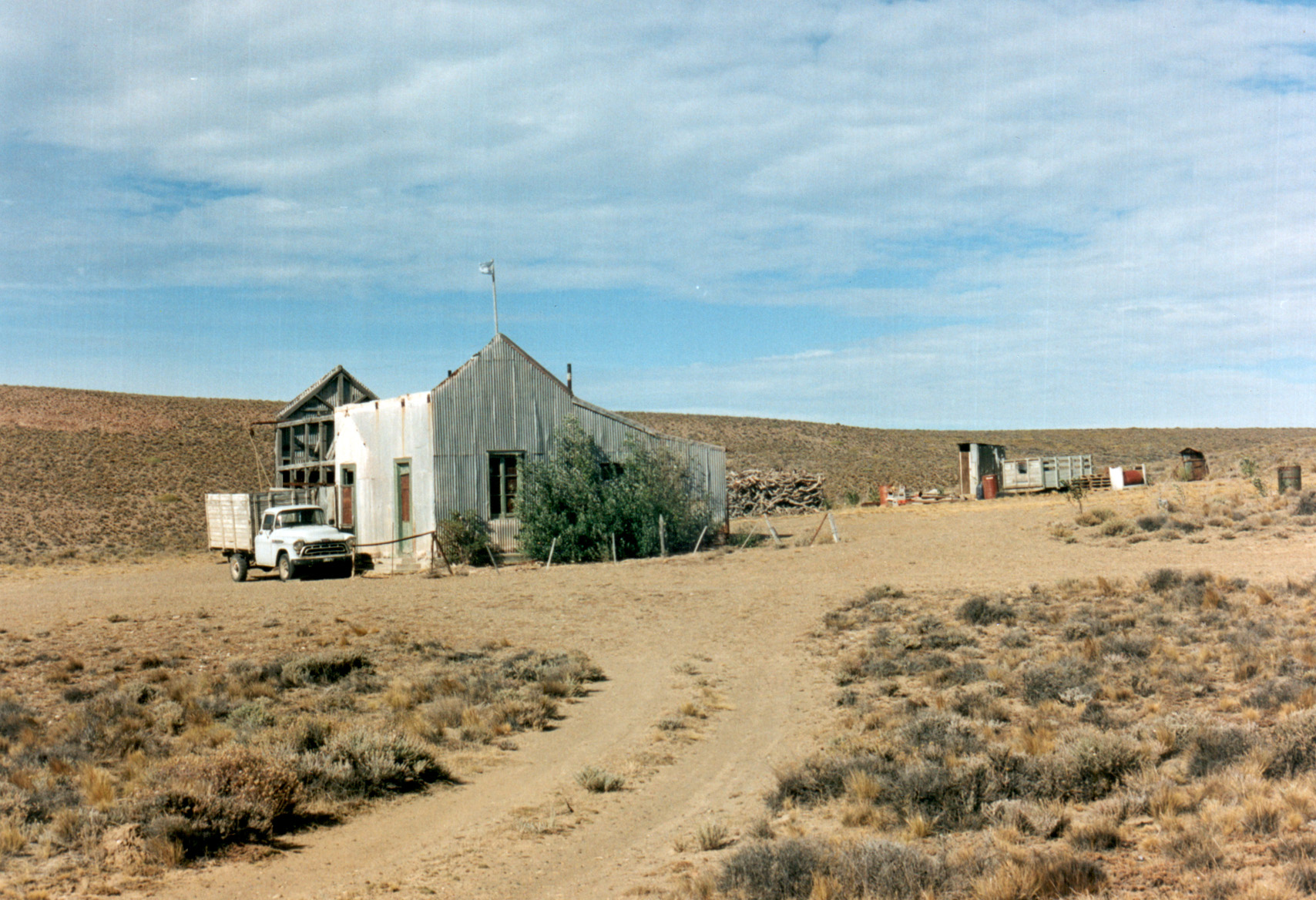
Vista del antiguo edificio del telégrafo de Bahía Laura (foto tomada en enero de 1999).
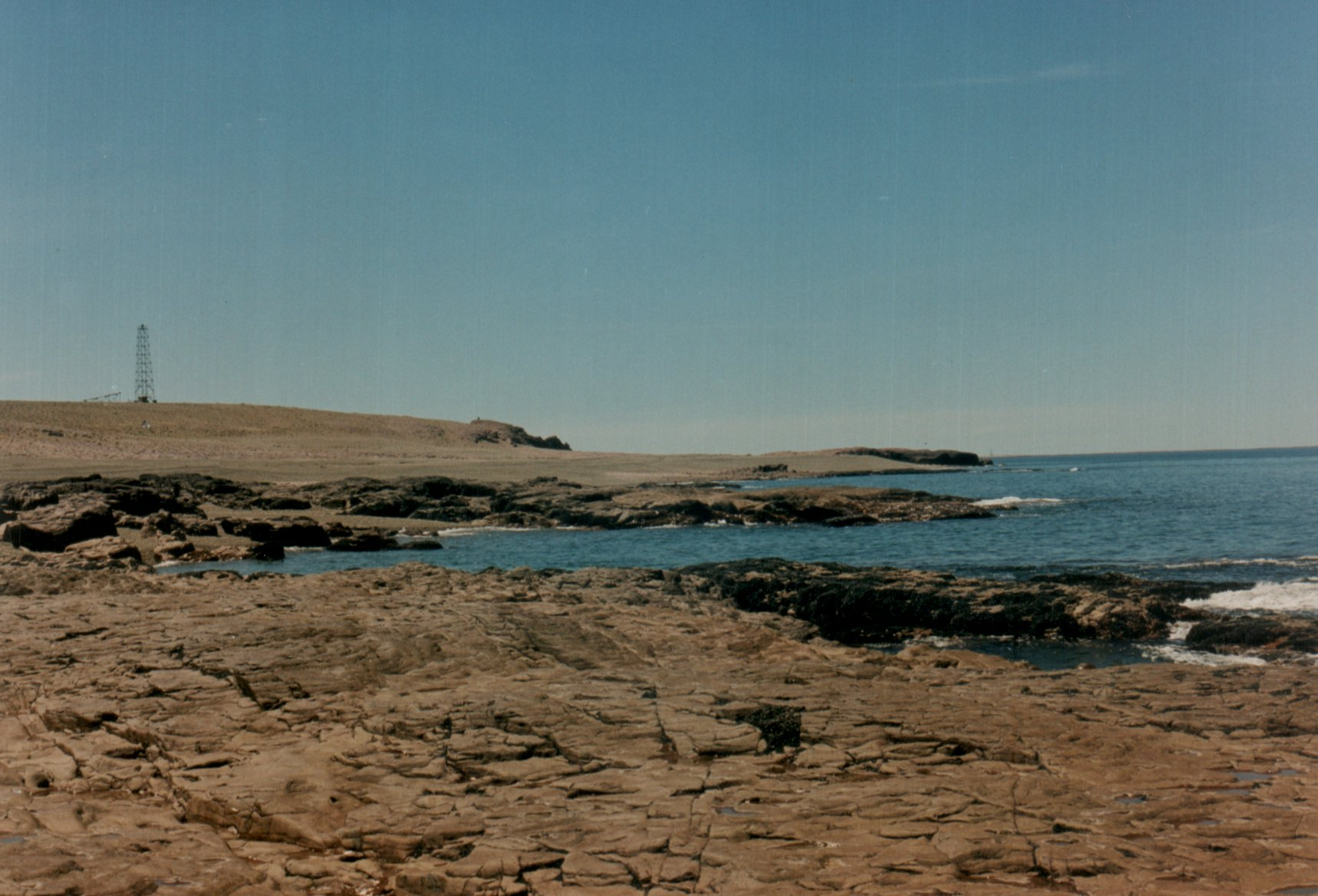
Vista de Punta Mercedes y Faro Campana desde el norte (foto tomada en enero de 1999).